# 1073

## Narození
- ? – Geoffroy IV. z Anjou, francouzský hrabě († 19. května 1106)
- ? – Leopold III. Babenberský, rakouský markrabě († 15. listopadu 1136)
- ? – Magnus III. Norský, král Norska a severních ostrovů († 24. srpna 1103)
- ? – David IV., gruzínský král z rodu Bagrationů († ? 1125)

## Úmrtí
- 21. dubna – Alexandr II., papež (* ?)
- 15. června – Go-Sandžó, japonský císař (* 3. září 1034)

## Hlava státu
- České knížectví – Vratislav II.
- Svatá říše římská – Jindřich IV.
- Papež – Alexandr II., Řehoř VII.
- Anglické království – Vilém I. Dobyvatel
- Francouzské království – Filip I.
- Polské knížectví – Boleslav II. Smělý
- Uherské království – Šalamoun
- Byzantská říše – Michael VII. Dukas